# Jonas Arnell-Szurkos
Jonas Henry Arnell, korábban (Örebro, 1969. február 28. –) svéd falerisztikus. 2023 óta herold a Svéd Királyi Lovagrend kancelláriájában, amanuensis (írnok) 2018-2022.

## Élete
ArnellEskilstunában nőtt fel, és a Linköpingi Egyetemen tanítói diplomát szerzett, valamint a Stockholmi Egyetemen társadalomtudományi diplomát. 2000 és 2012 között a Kereszténydemokraták parlamenti irodájában dolgozott, főként politikai tanácsadóként az oktatás és kultúra területén. 2019 óta a Svéd Katonaotthonok Egyesületének irodavezetője.
Felesége Szurkos Enikő (2018-2025), dr. Szurkos István és Ildikó (születési neve Nagy) lánya Háromszékről, Erdélyből. Az osdolai Szurkos nemzetség primor volt.

## Falerisztika
1998-ban Arnell létrehozott egy weboldalt, ahol valódi és hamis lovagrendekről, érmekről és testvéri szervezetekről számol be, 2012-től kiegészítve egy bloggal. Előadásokat tartott a falerisztikáról és kommentálta a falerisztikát a médiában.
1999-ben Arnell lobbizott a Riksdag képviselőinél, hogy visszaállítsák A Szeráfok Királyi Rendjét és a Sarkcsillagrendet a svéd állampolgárok számára, valamint állítsák vissza a Királyi Kardrendet és a Vasa Rendet. Ez hozzájárult ahhoz, hogy később a Kereszténydemokraták parlamenti irodájában dolgozhasson.
Arnell számos megrendelést kapott a korábban uralkodó dinasztiáktól az ősi császári és királyi házak, valamint lovagrendek támogatására és népszerűsítésére irányuló munkájáért.
2023 óta Arnell herold a Svéd Királyi Lovagrend kancelláriájában, 2018-2022 óta Arnell amanuensis.

## Válogatott díjak és kitüntetések
- Királyi Hazafias Társaság nagy aranyérme (2015) a jelentős cselekedetekért
- A Szent Sír Lovagrend Érdemkeresztje ezüstcsillaggal, motu proprio (2017, Érdemkereszt 2011)